# Egmont Colerus
Egmont Colerus von Geldern (Linz, 12 de mayo de 1888-Viena, 8 de abril de 1939) fue un escritor austriaco.

## Biografía
Egmont Colerus von Geldern provenía de una antigua familia de oficiales holandeses que emigraron a Austria desde Holanda alrededor de 1750. Su abuelo Thaddeus Colerus obtuvo la nobleza austríaca el 25 de noviembre de 1878, añadiendo entonces "von Geldern" a su nombre. Emil Colerus von Geldern, el padre de Egmont, era un oficial de carrera siguiendo la tradición familiar y, al igual que su padre, Egmont pasó la escuela primaria en Pressburg y la secundaria en Krems an der Donau.
Su infancia en Preßburg la reflejó más tarde en su novela Matthias Werner y su época de la escuela secundaria de Krems en la novela Weisse Magier. En 1906 se graduó de bachillerato con distinción en el Bachillerato Escolapio de Krems an der Donau. El 19 de mayo de 1911 obtuvo el doctorado en Derecho en Viena, y allí inició en 1912 su servicio militar, del cual fue liberado anticipadamente a causa de una neurosis cardíaca. En mayo de 1912 se inició como pasante legal. En este tiempo conoció a Blanca Nagy († 1983), quien había nacido en Lviv el 23 de octubre de 1895, hija de una familia de oficiales que eran amigos de sus padres y con quien se comprometió en 1914. En el mismo año, Colerus fue aceptado en el servicio preparatorio judicial, pero no hizo el examen de juez porque fue llamado para el servicio militar (Landsturm) en 1915, donde sirvió en un tribunal divisional hasta el final de la Primera Guerra Mundial. El 24 de noviembre de 1917, Blanca Nagy y Egmont Colerus se casaron.
Durante la Primera Guerra Mundial, Colerus enfermó de disentería tropical, que no fue reconocida hasta 1919, cuando ya había perdido más de 30 kg. Durante este tiempo, Colerus vivió gracias a las lecciones privadas que daba a los estudiantes de derecho. En 1920, Colerus publicó sus dos primeros libros: Antártida, que había escrito ya en 1914, y Sodoma, que había escrito entre 1917 y 1919. Cuando Colerus pudo volver a trabajar a tiempo parcial después de dos años, se incorporó a la Oficina Federal de Estadística de Austria (la actual Statistics Austria), ya a tiempo completo como funcionario. Durante este tiempo escribió otras novelas históricas, libros no de ficción y también dramas. Escribía la mayoría de sus libros durante la noche, generalmente entre las diez y la medianoche. En 1930 nació su hija Mónica; este hecho se refleja en su novela Matthias Werner en el último capítulo La oración en la cuna, que también contiene una visión de la Segunda Guerra Mundial. Un curso de matemática superior y estadística dirigido por Walther Neugebauer, al que asistió en la Oficina Federal de Estadística, despertó en él el amor por las matemáticas. Para combatir “el aborrecimiento de las ciencias más puras, casi me gustaría decir, la más sagrada de todas las ciencias”, escribió sus populares libros científicos matemáticos no de ficción De las tablas de multiplicar a la integral, Del punto a la cuarta dimensión y De Pitágoras a Hilbert (publicado en español como Breve historia de las matemáticas), los cuales se han traducido a varios idiomas y todavía hoy gozan de popularidad como introducción a las matemáticas.
En 1938 se retiró como consejero principal de la Oficina Federal de Estadística. En ese mismo año Colerus publicó en el Libro de Confesión de los Poetas Austriacos (publicado por la Asociación de Escritores Alemanes de Austria) una bienvenida a la anexión de Austria al Imperio Alemán por Hitler ("Anschluss" ). En mayo de 1938 solicitó ser miembro del NSDAP, siendo rechazado a pesar del apoyo de la dirección del grupo local y la Asociación de Escritores Alemanes. En la solicitud, Colerus afirmó haber escrito poco antes un artículo en el Völkischer Beobachter, periódico nacionalsocialista,  y en 1936 un artículo para el Berliner Illustrierte. En su solicitud para ser miembro del Reichsschrifttumskammer (RSK) en diciembre del mismo año, que fue finalmente aceptada, el director nacional de la RSK escribió que Colerus se había "puesto del lado del nacionalsocialismo mucho antes de la agitación", que era miembro del departamento de prensa de la sección vienesa del NSDAP y que también pertenecía al Sindicato Nacional Socialista de Transporte y a la Asociación Nacional Socialista de Abogados.
El Sábado Santo, 8 de abril de 1939, Egmont Colerus murió inesperadamente de un infarto. Unos días antes de su muerte, había surgido el rumor de que se iba a presentar una denuncia en su contra debido a su libro La Tercera Vía, en el que parecía presentar una visión amigable de los judíos . En 1944 su libro Matthias Werner o Die Zeitkrankheit fue incluido en la "Lista de literatura dañina e indeseable" por los nazis. Egmont Colerus está enterrado en el cementerio de Döblinger en Viena, su tumba está dedicada con honores.
En 1960, se le dio su nombre a la calle Colerusgasse en Viena-Donaustadt (distrito 22).

## Significado literario
Colerus trató en sus novelas una variedad de problemas del período de entreguerras, muchas en forma de novela histórica, desde una cosmovisión profundamente humanista, en parte impresionista, en parte expresionista. Por ello, fue uno de los escritores de habla alemana de mayor éxito en el período de entreguerras (con una tirada total de más de 670.000 copias); algunas de sus obras fueron traducidas a hasta diez idiomas.
En “Antarktis” (1920), su primera novela exitosa, el reino del espíritu triunfa sobre un “americanismo” puramente materialista. En “Sodoma” (también 1920) Colerus denuncia el hedonismo , que lleva a la ruina. “La tercera vía” (1921) llama a un retorno a la naturalidad y la humanidad. "Los magos blancos" (1922) postula una nueva (pero bastante convencional) ética sexual. Aquí, sin embargo, Colerus resulta a menudo difícil de entender para el lector actual,  pareciendo francamente excéntrico, al igual que en “Behemoth camina de nuevo. Novela de un período tardío" (1924), donde muestra con demasiada claridad las debilidades típicas de la época, narrando la agitación de la década de 1920, pero que es de difícil comprensión por su exageración expresionista.
Las novelas "La nueva raza" (1928) y "Kaufherr und Krämer" (1929), que van unidas por su tema y sus personajes, representan una nueva generación que es capaz de romper con las tradiciones del período de preguerra, aunque a menudo en dramáticas batallas y trágicos fracasos. Finalmente, en “Matthias Werner o Die Zeitkrankheit” (1932), Colerus aborda el problema de un relativismo que destruye todos los valores e ilumina las tendencias de la década de 1920 - militarismo, pacifismo, autoridad, psicoanálisis, etc. - de manera bastante crítica.
Sin embargo, Colerus tuvo sus mayores éxitos con el retrato cultural de tiempos pasados, que a menudo construyó en torno a las biografías de personalidades importantes. La novela "Pitágoras" (1924) lleva al lector a la antigua Grecia, y la última obra de Colerus, "Arquímedes en Alejandría" (1939), se centra en la lucha de un héroe espiritual griego y ofrece una visión fascinante de la cultura helenística del Período ptolemaico egipcio. La novela "Tiberio en Capri" (1927), trata el problema del dominio arbitrario ilimitado y parece una premonición del naciente Tercer Reich.
Egmont Colerus obtuvo su mayor éxito con su novela sobre Marco Polo “Dos mundos” (1926), estilísticamente una de sus obras más maduras. Los lectores experimentan la juventud de Marco Polo en Venecia, su viaje al Lejano Oriente y su regreso como un comerciante aparentemente triunfante y exitoso, pero detrás de cuyo éxito visible se esconde su derrota personal. Al final de su novela, Colerus hace que Dante Alighieri le atribuya a Marco Polo, que está inquieto por sus dudas, la frase “Un mundo se convierte en acción, el otro en remordimiento”. En la novela "Leibniz"(1934) este gran pensador y matemático moderno aparece como símbolo de la posibilidad de superar las divisiones alemanas y europeas. La novela "El secreto de Casanova" (1936), que describe el arresto de Giacomo Casanova y su fuga de las cámaras de plomo de Venecia, es más ligera .
Colerus alcanzó el mayor éxito internacional con sus populares libros de no ficción científica “De la tabla de multiplicar a la integral” (1934), “Del punto a la cuarta dimensión” (1935) y “De Pitágoras a Hilbert” (1937). Además, Colerus también escribió tres dramas, de los cuales solo dos, "Política" (1927) y "Segunda lucha" (1935), se representaron, aunque solo pudieron permanecer brevemente en el repertorio.

## Obras
Novelas y cuentos
- 1920 Antártida
- 1920 Sodoma
- 1921 La tercera vía
- 1922 El mago blanco
- 1924 Behemoth camina de nuevo. Novela de época tardía
- 1924 Pitágoras
- 1926 Dos mundos. Una novela de Marco Polo
- 1927 Tiberio en Capri
- 1928 La nueva generación
- 1929 Comerciante y tendero
- 1932 Matthias Werner o Die Zeitkrankheit
- 1934 Leibniz
- 1936 Secreto sobre Casanova
- 1939 Arquímedes en Alejandría

Dramas
- Política de 1927 ( estrenada en 1928 en el Burgtheater de Viena )
- 1930 Tiberio y Sejan
- Duelo de 1935 (estrenado el 2 de noviembre de 1935 en el Bremer Schauspielhaus)

Libros de no ficción:
- 1934 De las tablas de multiplicar a la integral
- 1935 Del punto a la cuarta dimensión
- 1937 De Pitágoras a Hilbert

## Literatura secundaria

### Monografía
- Blanca Colerus: Egmont Colerus. Schriftsteller, Humanist, Mathematiker. 1888 - 1939. Bearbeitet und ergänzt von Monica Skidelsky-Colerus, Trauner Verlag, Linz 2005, ISBN 978-3-85487-891-9.

### Artículos, etc.
- Colerus von Geldern Egmont. In: Österreichisches Biographisches Lexikon 1815–1950 (ÖBL). Vol 1, Verlag der Österreichischen Akademie der Wissenschaften, Viena 1957, p. 150.
- Die geistige Elite Österreichs. Ein Handbuch der Führenden in Kultur und Wirtschaft. Wien 1936, p. 114 f.
- Eduard Castle (Hrsg.): Deutsch-Österreichische Literaturgeschichte. Ein Handbuch zur Geschichte der deutschen Dichtung in Österreich-Ungarn. Wien 1937, p. 2132, 2172, 2175, 2177 sig., 2255 sig.
- Josef Nadler: Literaturgeschichte Österreichs. 2. Auflage. Salzburgo 1951, p. 488 f.
- Adalbert Schmidt: Dichtung und Dichter Österreichs im 19. und 20. Jahrhundert. Vol. 1, Salzburgo-Stuttgart 1964, p. 371 y sig.
- Kürschners Deutscher Literatur-Kalender. Nekrolog 1936–1970. Berlin-Nueva York 1973, p. 100.
- Hilde Spiel (Hrsg.): Die zeitgenössische Literatur Österreichs. Zurich-Munich 1976, p. 39 y sig.

## Enlaces
- Bibliografía relacionada con Egmont Colerus en el catálogo de la Biblioteca Nacional de Alemania.
- Kurzbiographie im Österreich Lexikon
- Eintrag zu Egmont Colerus Geldern bei litkult1920er.aau.at, ein Projekt der Universität Klagenfurt

- Datos: Q86596
- Multimedia: Egmont Colerus von Geldern / Q86596